# Vasil Božikov
Vasil Georgiev Božikov (bulharsky Васил Георгиев Божиков; * 2. června 1988, Goce Delčev) je bývalý bulharský fotbalový obránce a reprezentant naposledy působící ve slovenském klubu ŠK Slovan Bratislava. Mimo Bulharsko působil na klubové úrovni v Turecku a na Slovensku. Hrál na postu stopera (středního obránce), ale nastupoval někdy i na kraji obrany.

## Klubová kariéra
Svoji fotbalovou kariéru začal v týmu PFK Pirin Goce Delčev, odkud v mládeži přestoupil nejprve do Botevu Plovdiv a následně do celku Botev 2002. V roce 2006 zamířil do A-mužstva OFK Gigant Săedinenie, odkud následně v zimním přestupovém období ročníku 2008/09 posílil klub PFK Minjor Pernik.

### Litex Loveč
V lednu 2012 se stal novou posilou Litexu Loveč. V dresu týmu si odbyl premiéru 22. dubna 2012 v 5. kole sezony 2011/12 proti Ludogorci Razgrad (remíza 1:1), odehrál celý zápas. Svůj první a zároveň jediný gól v lize v tomto působišti vstřelil 24. 10. 2014 v souboji s Lokomotivem Sofia (výhra 4:2), když v sedmé minutě otevřel skóre utkání. Během celého tohoto angažmá zaznamenal v lize 91 střetnutí, další starty přidal v předkolech Evropské ligy UEFA.

### Kasımpaşa SK
V létě 2015 se vydal do Turecka do Kasımpaşy SK, do klubu z města Istanbul přestoupil za cca 400 tisíc € a podepsal smlouvu na dva roky s následnou dvanáctiměsíční opcí. Svůj ligový debut v dresu Kasımpaşy SK absolvoval v šestém kole hraném 28. 9. 2015 proti Çaykuru Rizespor, když při remíze 1:1 přišel na hrací plochu v 9. minutě. Celkem za mužstvo odehrál 23 ligových zápasů.

### ŠK Slovan Bratislava

#### Sezóna 2017/18
V červenci 2017 odešel jako volný hráč (zadarmo) na Slovensko a upsal se na tři roky Slovanu Bratislava. Premiéru v lize si odbyl v dresu bratislavského klubu 19. srpna 2017 ve 4. kole v souboji s týmem FC DAC 1904 Dunajská Streda (remíza 1:1), nastoupil na celých 90 minut. 1. května 2018 skóroval ve finále slovenského poháru hraného v Trnavě proti celku MFK Ružomberok, "belasí" zvítězili v poměru 3:1 a obhájili tak zisk této trofeje z předešlé sezony 2016/17. Svůj první ligový gól za Slovan zaznamenal 12. 5. 2018 v odvetě s Dunajskou Stredou, když v nastavení prvního poločasu vstřelil na půdě soupeře jedinou branku střetnutí.

#### Sezóna 2018/19
V létě 2018 byl zvolen kapitánem "belasých" namísto Borise Sekuliće, který z Bratislavy odešel. Se Slovanem postoupil přes moldavské mužstvo FC Milsami Orhei (výhry 4:2 a 5:0) a klub Balzan FC z Malty (prohra 1:2 a výhra 3:1) do třetího předkola Evropské ligy UEFA 2018/19, v němž Slovan vypadl po výhře 2:1 a prohře 0:4 s rakouským celkem Rapid Vídeň. V předkolech EL zaznamenal jeden gól, když se trefil v úvodním souboji s Rapidem. Poprvé v sezoně se střelecky prosadil ve druhém kole proti mužstvu FK Železiarne Podbrezová, trefil se v páté minutě a podílel se na vysokém vítězství 3:0. S "belasými" získal 14. dubna 2019 po výhře 3:0 nad klubem MŠK Žilina šest kol před koncem ročníku mistrovský titul. 25. května 2019 byl stejně jako jeho tehdejší spoluhráči Dominik Greif, Aleksandar Čavrić, Marin Ljubičić, Moha a Andraž Šporar zvolen do nejlepší jedenáctky ročníku 2018/19 Fortuna ligy.

#### Sezóna 2019/20
Se Slovanem se představil v prvním předkole Ligy mistrů UEFA 2019/2020 proti černohorskému celku FK Sutjeska Nikšić a po vypadnutím s tímto soupeřem bylo jeho mužstvo přesunuto do předkol Evropské ligy UEFA 2019/2020, kde s "belasými" postoupil přes kosovský klub KF Feronikeli (výhry doma 2:1 a venku 2:0), tým Dundalk FC z Irska (výhry doma 1:0 a venku 3:1) a řecké mužstvo PAOK Soluň (výhra doma 1:0 a prohra venku 2:3) do skupinové fáze. Se Slovanem byl zařazen do základní skupiny K, kde v konfrontaci s kluby Beşiktaş JK (Turecko), SC Braga (Portugalsko) a Wolverhampton Wanderers FC (Anglie) skončil s "belasými" na třetím místě tabulky a do jarního play-off s nimi nepostoupil. V lednu 2020 prodloužil s "belasými" kontrakt, ačkoliv měl nabídky z Bulharska a Turecka. Novou smlouvu podepsal na dva a půl roku. Se Slovanem obhájil titul z předešlé sezony 2018/19. S "belasými" ve stejném ročníku triumfoval i ve slovenském poháru a získal tak s týmem „double“. V červenci 2020 byl zařazen do nejlepší jedenáctky roka.

#### Sezóna 2020/21
Na jaře 2021 vybojoval se Slovanem již třetí ligový primát v řadě. Zároveň s mužstvem získal podruhé za sebou po výhře 2:1 po prodloužení nad celkem MŠK Žilina domácí pohár a klubu pomohl poprvé v jeho historii k obhájení doublu.

#### Sezóna 2021/22
Se Slovanem postoupil přes Shamrock Rovers z Irska (výhra 2:0 doma a prohra 1:2 venku) do druhého předkola Ligy mistrů UEFA 2021/22 a v něm vypadli se spoluhráči se švýcarským týmem BSC Young Boys z Bernu po domácí remíze 0:0 a venkovní prohře 2:3. Následně byl se slovenským mužstvem přesunut do předkol Evropské ligy UEFA 2021/22, kde s ním nejprve vyřadil ve třetím předkole Lincoln Red Imps FC z Gibraltaru (výhra 3:1 venku a remíza 1:1 doma), avšak ve čtvrtém předkole - play-off s ním nepřešel přes řecký klub Olympiakos Pireus (prohra 0:3 venku a remíza 2:2 doma) do skupinové fáze této soutěže. Se spoluhráči však byli zařazení do základní skupiny F Evropské konferenční ligy UEFA 2021/22, kde v konfrontaci se soupeři: FC Kodaň (Dánsko) - (prohry doma 1:3 a venku 0:2), PAOK Soluň (Řecko) - (remízy venku 1:1 a doma 0:0) a stejně jako v kvalifikaci s Lincolnem Red Imps - (výhry doma 2:0 a venku 4:1) skončili na třetím místě tabulky, což na postup do jarní vyřazovací fáze nestačilo. Božikov celkově v této sezóně pohárové Evropy nastoupil ke všem 14 zápasům. Svoji první ligovou branku v ročníku dal v souboji s týmem FK Senica, když se podílel svým střeleckým zásahem ze 36. minuty na vysokém domácím vítězství 5:0. V následujícím 21. kole odehrál za Slovan svůj jubilejní stý zápas v lize a s bratislavským mužstvem v něm zvítězil 4:3 na hřišti celku FK Pohronie. V ročníku 2021/22 pomohl svému zaměstnavateli již ke čtvrtému titulu v řadě, což Slovan dokázal jako první v historii slovenského fotbalu. V létě 2022 ve Slovanu po pěti letech skončil. Po roce bez angažmá následně i ukončil hráčskou kariéru.

## Klubové statistiky
Aktuální k 23. květnu 2022
| Sezona    | Klub                  | Soutěž       | Zápasy | Góly |
| --------- | --------------------- | ------------ | ------ | ---- |
| 2006/2007 | OFK Gigant Săedinenie | 3. liga      | –      | –    |
| 2007/2008 | OFK Gigant Săedinenie | 3. liga      | –      | –    |
| 2008/2009 | OFK Gigant Săedinenie | 3. liga      | –      | –    |
| 2008/2009 | PFK Minjor Pernik     | A grupa      | 14     | 0    |
| 2009/2010 | PFK Minjor Pernik     | A grupa      | 23     | 0    |
| 2010/2011 | PFK Minjor Pernik     | A grupa      | 23     | 0    |
| 2011/2012 | PFK Minjor Pernik     | A grupa      | 11     | 0    |
| 2011/2012 | Litex Loveč           | A grupa      | 4      | 0    |
| 2012/2013 | Litex Loveč           | A grupa      | 27     | 0    |
| 2013/2014 | Litex Loveč           | A grupa      | 34     | 0    |
| 2014/2015 | Litex Loveč           | A grupa      | 26     | 1    |
| 2015/2016 | Kasımpaşa SK          | Süper Lig    | 14     | 0    |
| 2016/2017 | Kasımpaşa SK          | Süper Lig    | 9      | 0    |
| 2017/2018 | ŠK Slovan Bratislava  | Fortuna liga | 27     | 1    |
| 2018/2019 | ŠK Slovan Bratislava  | Fortuna liga | 24     | 1    |
| 2019/2020 | ŠK Slovan Bratislava  | Fortuna liga | 17     | 0    |
| 2020/2021 | ŠK Slovan Bratislava  | Fortuna liga | 23     | 0    |
| 2021/2022 | ŠK Slovan Bratislava  | Fortuna liga | 19     | 1    |

## Reprezentační kariéra
V roce 2009 nastupoval za bulharskou reprezentaci do 21 let, v jejímž dresu odehrál celkem šest utkání.

### A-mužstvo
V A-mužstvu Bulharska debutoval 25. 3. 2016 v přátelském utkání ve městě Leiria proti reprezentaci Portugalska (výhra 1:0), na hřiště přišel v 89. minutě. Svůj první gól v seniorské reprezentaci zaznamenal 25. 3. 2019 v souboji s Kosovem (remíza 1:1), když ve 39. minutě otevřel skóre zápasu. Podruhé za "áčko" své země skóroval 17. listopadu 2019, když v utkání proti české reprezentaci dal jedinou a tudíž vítěznou branku střetnutí.

### Reprezentační zápasy a góly
Zápasy a góly Vasila Božikova za A-mužstvo Bulharska
| 2016               | 5  | 0 |
| 2017               | 7  | 0 |
| 2018               | 7  | 0 |
| 2019               | 7  | 2 |
| 2020               | 4  | 0 |
| 2021               | 7  | 0 |
| 2022               | 1  | 0 |
| Celkem             | 38 | 2 |
| Platí k 3. 4. 2022 |    |   |

Góly Vasila Božikova za A-mužstvo Bulharska
| 010                 | 25.03. 2019  | Fadil Vokrri Stadium, Priština, Kosovo         | Kosovo | 00:1 0(39.) | 1:1 | kvalifikace na ME 2020 |
| 020                 | 17. 11. 2019 | Národní stadion Vasil Levski, Sofie, Bulharsko | Česko  | 01:0 0(56.) | 1:0 | kvalifikace na ME 2020 |
| Platí k 25. 3. 2019 |              |                                                |        |             |     |                        |